# Rhyolith-Inseln
Die Rhyolith-Inseln sind eine Gruppe von Inseln und Schären, die sich über eine Länge von etwa 6,5 km in ostwestlicher Richtung vor der Rymill-Küste im Westen des antarktischen Palmerlands gegenüber der Nordseite der Mündung des Eureka-Gletschers in den George-VI-Sund verteilen.
Geodätisch vermessen wurden sie 1948 vom Falkland Islands Dependencies Survey, der sie nach dem Rhyolithgestein benannte, aus dem die Inseln vornehmlich bestehen.